# Arnsberger Kotten
Der Arnsberger Kotten war ein Schleifkotten an der Wupper in der bergischen Großstadt Solingen.

## Lage
Der Arnsberger Kotten befand sich in äußerst peripherer Lage im Südosten von Solingen. Dort befand er sich im heute dicht bewaldeten Tal der Wupper auf dem Abschnitt zwischen Müngsten im Norden und Burg im Süden am Westufer der Wupper. Der Fluss bildet in diesem Abschnitt die Stadtgrenze zu Remscheid. Etwas nördlich der Wüstung des Kottens mündet der von Dorperhof kommende Windhagener Bach in die Wupper, unmittelbar an der Wüstung führt ein Wanderweg entlang. Von der einstigen Schleifkottenanlage ist heute nur noch ein Bodendenkmal erhalten, das den Kottenstandort anhand des Geländeprofils noch erkennen lässt.:110–111 Auch Teile des ehemaligen Wehrs sind erhalten. Die Stelle befindet sich heute im Naturschutzgebiet Tal- und Hangbereiche der Wupper mit Seitenbächen.
Benachbarte Orte sind bzw. waren (von Nord nach West): Müngsten, Anschlagkotten, Küppelstein, Westhausen, Wiesenkotten, Jagenberg, Birken und Dorperhof.

## Geschichte
Der Arnsberger Kotten, benannt nach der dortigen Flurbezeichnung Am Arnsberg, entstand im Jahre 1628. Es handelte sich um eine Doppelkottenanlage mit Innen- und Außenkotten, die in äußerster Abgeschiedenheit lag. Ein Standortvorteil war jedoch das im Verhältnis große Wuppergefälle an der Stelle des Kottens, das seinen Betrieb wirtschaftlich lukrativ machte. Geschliffen wurde neben Solinger Messern auch Remscheider Ware, darunter Sägen und Schlittschuhe.:110–111
In dem Kartenwerk Topographia Ducatus Montani von Erich Philipp Ploennies, Blatt Amt Solingen, aus dem Jahre 1715 ist der Kotten als Doppelkottenanlage ohne Namen verzeichnet. Er wurde in den Ortsregistern der Honschaft Dorp innerhalb des Amtes Solingen geführt. Die Topographische Aufnahme der Rheinlande von 1824 verzeichnet den Kotten ebenfalls unbeschriftet, die Preußische Uraufnahme von 1844 verzeichnet den Kotten als Schl. In der Preußischen Neuaufnahme von 1893 ist der Kotten mit Namen verzeichnet.
Der Arnsberger Kotten gehörte nach Gründung der Mairien und späteren Bürgermeistereien zur Bürgermeisterei Dorp, die im Jahre 1856 das Stadtrecht erhielt, und lag dort in der Flur IV. Dorp. Die Bürgermeisterei beziehungsweise Stadt Dorp wurde nach Beschluss der Dorper Stadtverordneten zum 1. Januar 1889 mit der Stadt Solingen vereinigt. Damit wurde der Ort ein Teil Solingens.

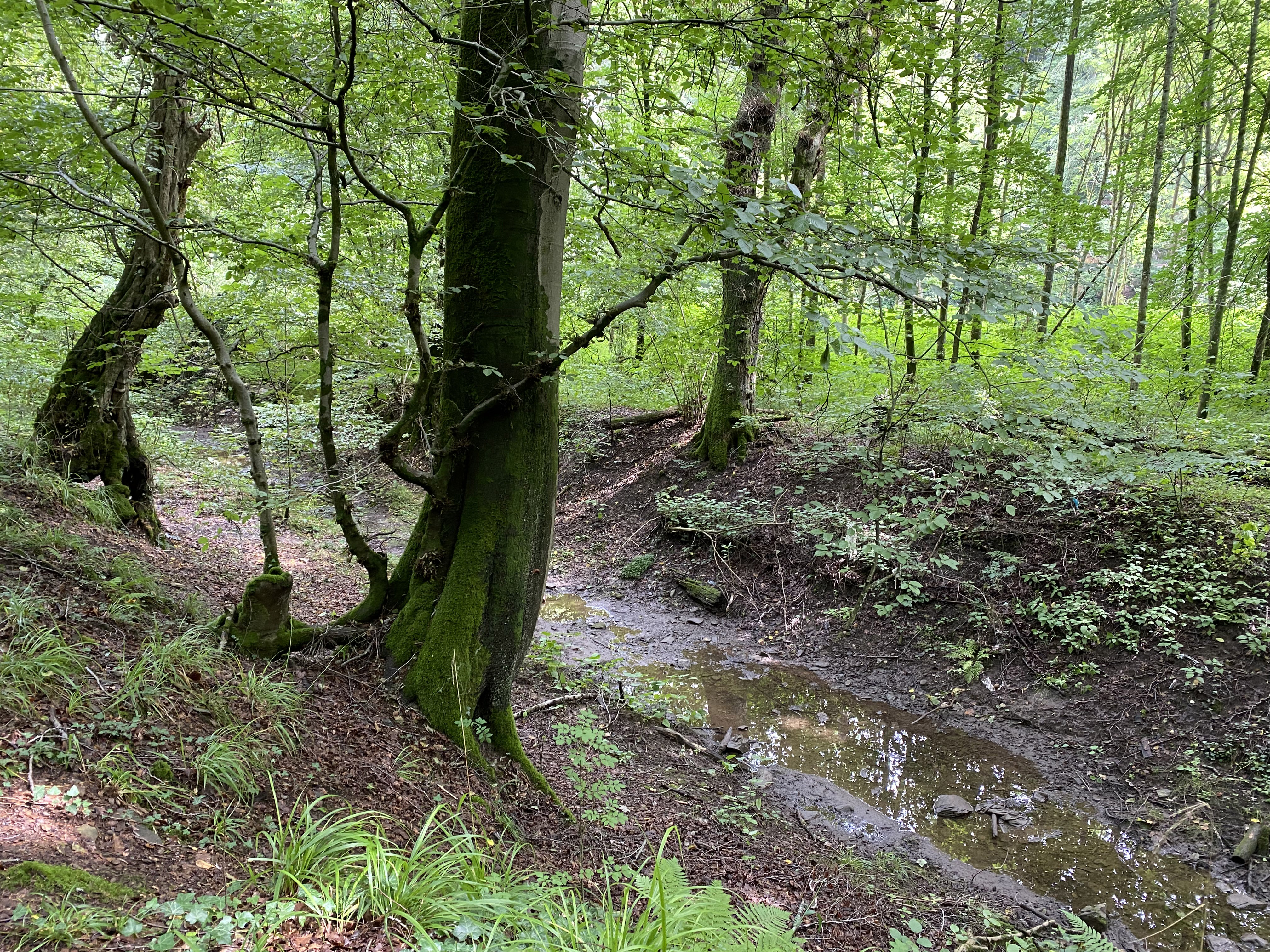
Wüstung des Arnsberger Kottens (2023)

Mehrfach wurde das Wuppergefälle zu Ungunsten des flussaufwärts gelegenen Anschlagkottens erhöht, um den Betrieb des Arnsberger Kottens noch lukrativer zu machen. Dagegen wehrten sich die Schleifer des Anschlagkottens, die daraus resultierenden Rechtsstreitigkeiten führten dazu, dass immer mehr der selbständigen Schleifer den Arnsberger Kotten verließen. Ab den 1880er Jahren führte der Rückgang des Schleifbetriebs zu einer Vernachlässigung der nötigen Instandsetzungsarbeiten am Kotten. Nicht zuletzt aufgrund seiner peripheren Lage wurde der Betrieb im Arnsberger Kotten schließlich eingestellt. Nach dem Abriss des Kottengebäudes liegt der Ort seither brach. Vor Ort deuten bis heute noch Mauerreste des Wehrs sowie Spuren im Gelände den Standort des einstigen Kottens an.:110–111